# Liste der Kulturdenkmale in Stetzsch
Die Liste der Kulturdenkmale in Stetzsch umfasst sämtliche Kulturdenkmale der Dresdner Gemarkung Stetzsch. Grundlage bildet der Themenstadtplan Dresden. Die Anmerkungen sind zu beachten.
Diese Liste ist eine Teilliste der Liste der Kulturdenkmale in Dresden. 

Diese Liste ist eine Teilliste der Liste der Kulturdenkmale in Sachsen.

## Legende
- Bild: Bild des Kulturdenkmals, ggf. zusätzlich mit einem Link zu weiteren Fotos des Kulturdenkmals im Medienarchiv Wikimedia Commons. Wenn man auf das Kamerasymbol klickt, können Fotos zu Kulturdenkmalen aus dieser Liste hochgeladen werden:
- Bezeichnung: Denkmalgeschützte Objekte und ggf. Bauwerksname des Kulturdenkmals
- Lage: Straßenname und Hausnummer oder Flurstücknummer des Kulturdenkmals. Die Grundsortierung der Liste erfolgt nach dieser Adresse. Der Link (Karte) führt zu verschiedenen Kartendiensten mit der Position des Kulturdenkmals. Fehlt dieser Link, wurden die Koordinaten noch nicht eingetragen. Sind diese bekannt, können sie über ein Tool mit einer Kartenansicht einfach nachgetragen werden. In dieser Kartenansicht sind Kulturdenkmale ohne Koordinaten mit einem roten bzw. orangen Marker dargestellt und können durch Verschieben auf die richtige Position in der Karte mit Koordinaten versehen werden. Kulturdenkmale ohne Bild sind an einem blauen bzw. roten Marker erkennbar.
- Datierung: Baubeginn, Fertigstellung, Datum der Erstnennung oder grobe zeitliche Einordnung entsprechend des Eintrags in der sächsischen Denkmaldatenbank
- Beschreibung: Kurzcharakteristik des Kulturdenkmals entsprechend des Eintrags in der sächsischen Denkmaldatenbank, ggf. ergänzt durch die dort nur selten veröffentlichten Erfassungstexte oder zusätzliche Informationen
- ID: Vom Landesamt für Denkmalpflege Sachsen vergebene, das Kulturdenkmal eindeutig identifizierende Objekt-Nummer. Der Link führt zum PDF-Denkmaldokument des Landesamtes für Denkmalpflege Sachsen. Bei ehemaligen Kulturdenkmalen können die Objektnummern unbekannt sein und deshalb fehlen bzw. die Links von aus der Datenbank entfernten Objektnummern ins Leere führen. Ein ggf. vorhandenes Icon  führt zu den Angaben des Kulturdenkmals bei Wikidata.

## Liste der Kulturdenkmale in Stetzsch
| Bild                                    | Bezeichnung | Lage | Datierung                                                        | Beschreibung | ID       |
| --------------------------------------- | --- | --- | ---------------------------------------------------------------- | --- | -------- |
| Weitere Bilder                          | Sachgesamtheit Eigenheimsiedlung Dresden-Stetzsch mit zahlreichen Einzeldenkmalen | Alsenstraße 1; 2; 3; 4; 5; 6; 7; 8; 9; 10; 11; 12; 13; 14;15; 16; 17; 18; 19; 24 (Karte)                 | 1926–1927 (Siedlung)                                             | Sachgesamtheit Eigenheimsiedlung Dresden-Stetzsch mit zahlreichen Einzeldenkmalen sowie den Außenanlagen und Einfriedungen als Sachgesamtheitsteil; vom Allgemeinen Sächsischen Siedlerverband errichtete, am geschlossensten erhaltene Holzhaussiedlung der 1920er Jahre in Dresden aus insgesamt 18 zweigeschossigen Doppelhäusern bzw. Reihenhausgruppen in Blockbauweise, Gebäude wohl die einzigen noch weitestgehend ursprünglich erhaltenen Holzhäuser der Niedersedlitzer Firma Höntsch und Co., authentisches Beispiel des damaligen Kleinwohnungs- und Siedlungsbaus und von exemplarischem Wert für die sozial ausgewogene Siedlungs- und Heimstättenbewegung zur Zeit der Weimarer Republik, baugeschichtlich, stadtentwicklungsgeschichtlich und sozialgeschichtlich von Belang. | 09305992 |
|                                         | Einzeldenkmal der Sachgesamtheit Eigenheimsiedlung Dresden-Stetzsch: Doppelhaus in offener Bebauung (Einzeldenkmal zu ID-Nr. 09305992)                                                 | Alsenstraße 1; 3 (Karte)                                                                                 | 1926–1927 (Doppelwohnhaus)                                       | mit Einfriedung, vom Allgemeinen Sächsischen Siedlerverband errichtet, charakteristisches Holzhaus der 1920er Jahre, bauliches Zeugnis der Architekturbewegung jener Zeit, preiswert und solide gestaltete Wohnhäuser auch in Fertigteilbauweise anzubieten, baugeschichtlich, stadtentwicklungsgeschichtlich und sozialgeschichtlich von Bedeutung. | 09210854 |
|                                         | Einzeldenkmal der Sachgesamtheit Eigenheimsiedlung Dresden-Stetzsch: Doppelhaus in offener Bebauung (Einzeldenkmal zu ID-Nr. 09305992)                                                 | Alsenstraße 2; 4 (Karte)                                                                                 | 1926–1927 (Doppelwohnhaus)                                       | mit Teil der Einfriedung, vom Allgemeinen Sächsischen Siedlerverband errichtet, charakteristisches Holzhaus der 1920er Jahre, bauliches Zeugnis der Architekturbewegung jener Zeit, preiswert und solide gestaltete Wohnhäuser auch in Fertigteilbauweise anzubieten, baugeschichtlich, stadtentwicklungsgeschichtlich und sozialgeschichtlich von Bedeutung. | 09218896 |
| Direkt Bild zu diesem Denkmal hochladen | Einzeldenkmal der Sachgesamtheit Eigenheimsiedlung Dresden-Stetzsch: Doppelhaus in offener Bebauung (Einzeldenkmal zu ID-Nr. 09305992)                                                 | Alsenstraße 5; 7 (Karte)                                                                                 | 1926–1927 (Doppelwohnhaus)                                       | vom Allgemeinen Sächsischen Siedlerverband errichtet, charakteristisches Holzhaus der 1920er Jahre, bauliches Zeugnis der Architekturbewegung jener Zeit, preiswert und solide gestaltete Wohnhäuser auch in Fertigteilbauweise anzubieten, baugeschichtlich, stadtentwicklungsgeschichtlich und sozialgeschichtlich von Bedeutung. | 09218905 |
|                                         | Einzeldenkmal der Sachgesamtheit Eigenheimsiedlung Dresden-Stetzsch: Doppelhaus in offener Bebauung (Einzeldenkmal zu ID-Nr. 09305992)                                                 | Alsenstraße 6; 8 (Karte)                                                                                 | 1926–1927 (Doppelwohnhaus)                                       | mit Einfriedung, vom Allgemeinen Sächsischen Siedlerverband errichtet, charakteristisches Holzhaus der 1920er Jahre, bauliches Zeugnis der Architekturbewegung jener Zeit, preiswert und solide gestaltete Wohnhäuser auch in Fertigteilbauweise anzubieten, baugeschichtlich, stadtentwicklungsgeschichtlich und sozialgeschichtlich von Bedeutung. | 09218912 |
|                                         | Einzeldenkmal der Sachgesamtheit Eigenheimsiedlung Dresden-Stetzsch: Doppelhaus in offener Bebauung (Einzeldenkmal zu ID-Nr. 09305992)                                                 | Alsenstraße 9; 11 (Karte)                                                                                | 1926–1927 (Doppelwohnhaus)                                       | mit Einfriedung, vom Allgemeinen Sächsischen Siedlerverband errichtet, charakteristisches Holzhaus der 1920er Jahre, bauliches Zeugnis der Architekturbewegung jener Zeit, preiswert und solide gestaltete Wohnhäuser auch in Fertigteilbauweise anzubieten, baugeschichtlich, stadtentwicklungsgeschichtlich und sozialgeschichtlich von Bedeutung. | 09218909 |
|                                         | Einzeldenkmal der Sachgesamtheit Eigenheimsiedlung Dresden-Stetzsch: Doppelhaus in offener Bebauung (Einzeldenkmal zu ID-Nr. 09305992)                                                 | Alsenstraße 10; 12 (Karte)                                                                               | 1926–1927 (Doppelwohnhaus)                                       | mit Einfriedung, vom Allgemeinen Sächsischen Siedlerverband errichtet, charakteristisches Holzhaus der 1920er Jahre, bauliches Zeugnis der Architekturbewegung jener Zeit, preiswert und solide gestaltete Wohnhäuser auch in Fertigteilbauweise anzubieten, baugeschichtlich, stadtentwicklungsgeschichtlich und sozialgeschichtlich von Bedeutung. | 09218913 |
|                                         | Einzeldenkmal der Sachgesamtheit Eigenheimsiedlung Dresden-Stetzsch: Reihenhausgruppe mit vier Einfamilienhäusern (Einzeldenkmal zu ID-Nr. 09305992)                                   | Alsenstraße 13; 15; 17; 19 (Karte)                                                                       | 1926–1927 (Reihenhaus)                                           | mit Einfriedung, vom Allgemeinen Sächsischen Siedlerverband errichtet, charakteristisches Holzhaus der 1920er Jahre, bauliches Zeugnis der Architekturbewegung jener Zeit, preiswert und solide gestaltete Wohnhäuser auch in Fertigteilbauweise anzubieten, baugeschichtlich, stadtentwicklungsgeschichtlich und sozialgeschichtlich von Bedeutung. | 09218910 |
|                                         | Einzeldenkmal der Sachgesamtheit Eigenheimsiedlung Dresden-Stetzsch: Reihenhausgruppe mit vier Einfamilienhäusern (Einzeldenkmal zu ID-Nr. 09305992)                                   | Alsenstraße 14; 16; 18; 20 (Karte)                                                                       | 1926–1927 (Reihenhaus)                                           | mit Einfriedung, vom Allgemeinen Sächsischen Siedlerverband errichtet, charakteristisches Holzhaus der 1920er Jahre, bauliches Zeugnis der Architekturbewegung jener Zeit, preiswert und solide gestaltete Wohnhäuser auch in Fertigteilbauweise anzubieten, baugeschichtlich, stadtentwicklungsgeschichtlich und sozialgeschichtlich von Bedeutung. | 09218914 |
|                                         | Einzeldenkmal der Sachgesamtheit Eigenheimsiedlung Dresden-Stetzsch: Reihenhausgruppe mit vier Einfamilienhäusern (Einzeldenkmal zu ID-Nr. 09305992)                                   | Alsenstraße 21; 22; 23; 24 (Karte)                                                                       | 1926–1927 (Reihenhaus)                                           | mit Einfriedung, vom Allgemeinen Sächsischen Siedlerverband errichtet, charakteristisches Holzhaus der 1920er Jahre, bauliches Zeugnis der Architekturbewegung jener Zeit, preiswert und solide gestaltete Wohnhäuser auch in Fertigteilbauweise anzubieten, baugeschichtlich, stadtentwicklungsgeschichtlich und sozialgeschichtlich von Bedeutung. | 09218911 |
|                                         | Wohnhaus, Seitengebäude, Scheune, Toranlage und Einfriedung eines kleinen Bauernhofes                                                                                                  | Altstetzsch 1 (Karte)                                                                                    | 1. Hälfte 19. Jh. (Bauernhaus), bezeichnet 1805 (Seitengebäude)  | geschlossen und weitgehend ursprünglich erhaltener Dreiseithof, Zeugnis ländlicher Architektur und Volksbauweise der ersten Hälfte des 19. Jahrhunderts, Teil des markanten Dorfkerns von Stetzsch, baugeschichtlich und stadtentwicklungsgeschichtlich bedeutend. | 09210835 |
|                                         | Wohnstallhaus | Altstetzsch 2 (Karte)                                                                                    | bezeichnet 1827 (Wohnstallhaus)                                  | charakteristischer ländlicher Fachwerkbau seiner Zeit, zudem Teil eines der am besten erhaltenen Dorfkerne von Dresden, baugeschichtlich und ortsgeschichtlich bedeutend. Das langgestreckte, zweigeschossige ehemalige Wohnstallhaus Altstetzsch 2 steht mit seinem mächtigen Krüppelwalmdach traufständig an der heutigen Flensburger Straße, ein breiter Giebel zeigt zum gassenartigen Dorfanger. Die Außenwände putzsichtig bis auf den markanten, regelmäßigen Fachwerkteil im hofseitigen Obergeschoss. Datiert wird das Gebäude mit 1827 im Schlussstein über einem hofseitigen Hauseingang. Die Fenster in den massiven Bauteilen mit Sandstein umrahmt. In beiden Dachflächen sitzen breite Schleppgauben mit Fachwerk. Das stattliche Bauernhaus ist ein charakteristischer ländlicher Bau seiner Zeit, zudem als ortsbildprägender Teil eines der am besten erhaltenen Dorfkerne von Dresden bau- und ortsgeschichtlich bedeutend. | 09210825 |
|                                         | Wohnhaus, Seitengebäude und Scheune eines ehem. Bauernhofes | Altstetzsch 3; 5 (Karte)                                                                                 | Mitte 19. Jh. (Bauernhaus)                                       | markantes ländliches Anwesen aus der Mitte des 19. Jahrhunderts, zudem Teil eines der am besten erhaltenen Dorfkerne von Dresden, baugeschichtlich und ortsgeschichtlich bedeutend | 09210834 |
|                                         | Wohnstallhaus und Scheune eines ehem. Bauernhofes | Altstetzsch 7 (Karte)                                                                                    | 1803 (Wohnstallhaus)                                             | Zeugnis ländlicher Architektur und Volksbauweise, zudem Teil eines der am besten erhaltenen Dorfkerne von Dresden, baugeschichtlich und ortsgeschichtlich bedeutend. | 09210833 |
|                                         | Wohnstallhaus, Seitengebäude und straßenseitige Einfriedung mit Tor eines Dreiseithofes                                                                                                | Altstetzsch 9 (Karte)                                                                                    | 1838/1839 (Wohnstallhaus), bezeichnet 1839 (Seitengebäude)       | Zeugnis ländlicher Architektur und Volksbauweise der ersten Hälfte des 19. Jahrhunderts, Teil des markanten Dorfkerns von Stetzsch, baugeschichtlich und stadtentwicklungsgeschichtlich bedeutend. | 09210832 |
|                                         | Wohnstallhaus, Scheune und Toranlage eines ehem. Dreiseithofes | Altstetzsch 10 (Karte)                                                                                   | bezeichnet 1827 (Wohnstallhaus)                                  | Zeugnis ländlicher Architektur und Volksbauweise, zudem Teil eines der am besten erhaltenen Dorfkerne von Dresden, baugeschichtlich und ortsgeschichtlich bedeutend. Der an der südlichen Seite des Dorfangers gelegene Zweiseithof besteht aus einem langgestreckten, zweigeschossigen Wohnstallhaus (giebelständig, Satteldach) und der rechtwinklig dazu angeordneten, rückwärtigen Scheune sowie einer Toranlage. Das Wohnstallhaus ist bezeichnet mit 1827. In der Putzfassade die Fenster regelmäßig und umrahmt, hofseitig spätere Dachaufbauten. Die malerisch neben einem Baum befindliche Toranlage besteht aus hohen, massiven Pfosten mit gestaffelten Abdeckplatten sowie einer im anschließenden Mauerteil eingebundenen Pforte. Als exemplarisches Zeugnis ländlicher Architektur und Volksbauweise und zudem als Teil eines der am besten erhaltenen Dorfkerne von Dresden ist Altstetzsch 10 bau- und ortsgeschichtlich bedeutend. | 09210826 |
|                                         | Wohnhaus und Scheune | Altstetzsch 11 (Karte)                                                                                   | 1834 (Wohnstallhaus), bezeichnet 1857 (Scheune)                  | ersteres repräsentativer ländlicher Bau mit klassizistisch gestalteten Fassaden, Lisenen und Gebälk dem straßenseitigen Giebel im Obergeschoss vorgeblendet, Scheune zu Wohnzwecken umgebaut, Anwesen Teil des bemerkenswerten Dorfkerns Altstetzsch, baugeschichtlich und stadtentwicklungsgeschichtlich bedeutend, Hauptgebäude mit seiner Gestaltung auf dem Stadtgebiet Dresden selten, wenn nicht sogar singulär. | 09210831 |
|                                         | Wohnstallhaus, Seitengebäude, kleiner Schuppen und Toranlage eines ehem. Dreiseithofes                                                                                                 | Altstetzsch 12 (Karte)                                                                                   | 1. Hälfte 19. Jh. (Wohnstallhaus)                                | Zeugnis ländlicher Architektur und Volksbauweise, zudem Teil eines der am besten erhaltenen Dorfkerne von Dresden, baugeschichtlich und ortsgeschichtlich bedeutend. Zum Schutzgut gehört auf dem ehemaligen Dreiseithof Altstetzsch 12 das Wohnstallhaus, das Seitengebäude und die Toranlage zum historischen Dorfanger von Stetzsch. Das zweigeschossige, massive Wohnhaus mit Satteldach stammt vermutlich aus der 1. Hälfte des 19. Jahrhunderts. Am Giebel zum Anger noch historisierende Gliederungselemente erkennbar (Verdachungen, Gurtgesims). Das schmale (2 Fensterachsen), giebelständige Seitengebäude ebenso mit Satteldach. Die Einfriedung zum Anger besteht aus einer zweiflügeligen Toranlage (die Durchfahrt durch auf der Mauer aufgebrachte Abdeckplatten betont) und seitlicher Pforte in den anschließenden Mauerstücken. Als authentischer Sachzeuge ländlicher Architektur und Volksbauweise und als Teil eines der am besten erhaltenen Dorfkerne von Dresden ist die Anlage bau- und ortsgeschichtlich bedeutend. | 09210828 |
| Direkt Bild zu diesem Denkmal hochladen | Scheune eines Bauernhofes | Altstetzsch 13 (bei) (Karte)                                                                             | 1. Hälfte 19. Jh. (Scheune)                                      | markanter ländlicher Bau, auffällig die Details wie Bögen und Belüftungsöffnungen, zudem Teil eines der am besten erhaltenen Dorfkerne von Dresden, baugeschichtlich und ortsgeschichtlich bedeutend. Die freistehende, eingeschossige Scheune wurde vermutlich in der 1. Hälfte des 19. Jahrhunderts in Verbindung mit einem der Gehöfte am Rande des Dorfkerns von Stetzsch errichtet. Sie besitzt ein geschlossenes Satteldach und an beiden Längsseiten korbbogige Toröffnungen. Auffällig sind am massiven Baukörper die Details wie Bögen und Belüftungsöffnungen sowie im Giebel zur Elbe zwei regionaltypische rundbogige Fenster. Die markante Scheune ist als eines der letzten in Stetzsch ursprünglich erhaltenen ländlichen Wirtschaftsgebäude und Teil des historischen Dorfkerns bau- und ortsgeschichtlich bedeutend. | 09210830 |
| Weitere Bilder                          | Sachgesamtheit Siedlung Dresden-Stetzsch, mit zahlreichen Einzeldenkmalen | Am Hang 40; 42 (Karte)                                                                                   | 1924–1925 (Siedlung)                                             | Sachgesamtheit Siedlung Dresden-Stetzsch, mit folgenden Einzeldenkmalen: der Reihenhausgruppe Am Hang 40/42 und Seegärten 89/91/93/95 (ID-Nr. 09210847), der Reihenhausgruppe Seegärten 45/47/49/51/53/55/57/59/61/63/65/67/69/71/73/75/77/79/81/83/85/87 (ID-Nr. 09210846), der Reihenhausgruppe Seegärten 46/48/50/52/54/56/58/60/62/64/66/68/70/72/74/76/78/80/82/84/86/88 (ID-Nr. 09218907), der Reihenhausgruppe Seegärten 90/92/94/96 (ID-Nr. 09218908) und als Sachgesamtheitsteil die Einfriedungen (Am Hang 40/42, Seegärten 89/91/93/95 und 90/92/94/96) und die Außenanlagen; vom Kleinwohnungs-Bauverein errichtete, charakteristische Siedlungsanlage der 1920er Jahre zwischen Am Hang und Seegärten, Anlage aus vier Hauszeilen mit quergestellten Trakten als Torhäuser und Kopfbauten, die eingeschossigen, formal dem Heimatstil verpflichteten Häuser mit ausgebauten Satteldächern, authentisches Beispiel des damaligen Kleinwohnungs- und Siedlungsbaus und von exemplarischem Wert für die sozial ausgewogene Siedlungs- und Heimstättenbewegung zur Zeit der Weimarer Republik, baugeschichtlich, stadtentwicklungsgeschichtlich und sozialgeschichtlich von Belang. | 09305998 |
|                                         | Einzeldenkmal der Sachgesamtheit Siedlung Dresden-Stetzsch: Reihenhausgruppe mit sechs Einfamilienhäusern (Am Hang 40/42 und Seegärten 89/91/93/95) (Einzeldenkmal zu ID-Nr. 09305998) | Am Hang 40; 42 (Karte)                                                                                   | 1924–1925 (Reihenhaus)                                           | mit Einfriedung, vom Kleinwohnungsbauverein errichtete, charakteristische Siedlungsanlage der 1920er Jahre zwischen Am Hang und Seegärten, authentisches Beispiel des damaligen Kleinwohnungs- und Siedlungsbaus und von exemplarischem Wert für die sozial ausgewogene Siedlungs- und Heimstättenbewegung zur Zeit der Weimarer Republik, baugeschichtlich, stadtentwicklungsgeschichtlich und sozialgeschichtlich von Belang. | 09210847 |
|                                         | Doppelwohnhaus (Am Urnenfeld 13 und Miltitzer Straße 12) in Ecklage und offener Bebauung                                                                                               | Am Urnenfeld 13 (Karte)                                                                                  | um 1910 (Doppelwohnhaus)                                         | zweigeschossiger Putzbau mit hohem, ausgebautem Mansarddach, teilweise noch historisierende Elemente, baugeschichtlicher Zeugniswert für die Architektur nach 1900 und die allmähliche Verstädterung von Stetzsch bis zur Eingemeindung 1921. | 09210840 |
|                                         | Villa mit Einfriedung | Am Urnenfeld 15 (Karte)                                                                                  | 1925 (Villa)                                                     | schlichter, schmuckloser, aber repräsentativer Putzbau mit farblichen Akzenten, diverse Erker und Anbauten, Reformstilanklänge, bauzeitliche Ausstattung und deshalb künstlerisch von Bedeutung, baugeschichtlicher Wert als Sachzeuge der 1920er Jahre. | 09210841 |
|                                         | Mietshaus in offener Bebauung | Am Urnenfeld 23 (Karte)                                                                                  | 1898 (Mietshaus)                                                 | zweigeschossiger, historisierender Putzbau mit ausgebautem Mansarddach, Mittelrisalit mit prägnantem Giebel, repräsentativer, straßenbildprägender Bau von bauhistorischer Bedeutung. | 09210844 |
|                                         | 77. Grundschule An den Seegärten: Zwei Schulgebäude mit Turnhalle | Am Urnenfeld 27 (Karte)                                                                                  | 1878 (Schule), 1905 (sog. »linke neue Schule«), 1912 (Turnhalle) | das südliche, ältere Schulgebäude mit schlichten Putzfassaden und diversen Anbauten, 1905 dann die neue, nördlicher gelegene Schule als zweigeschossiger Putzbau mit Walmdach, markante Straßenfront mit floralen Putzmotiven an den schmalen Seitenfronten, bauzeitliche Innenausstattung, eingeschossige Turnhalle, Schulkomplex baugeschichtlich, ortsgeschichtlich und sozialgeschichtlich von Bedeutung. | 09210845 |
|                                         | Einzeldenkmal der Sachgesamtheit Eigenheimsiedlung Dresden-Stetzsch: Doppelhaus in offener Bebauung (Einzeldenkmal zu ID-Nr. 09305992)                                                 | Brabschützer Straße 2; 4 (Karte)                                                                         | 1926–1927 (Doppelwohnhaus)                                       | mit Einfriedung, vom Allgemeinen Sächsischen Siedlerverband errichtet, charakteristisches Holzhaus der 1920er Jahre, bauliches Zeugnis der Architekturbewegung jener Zeit, preiswert und solide gestaltete Wohnhäuser auch in Fertigteilbauweise anzubieten, baugeschichtlich, stadtentwicklungsgeschichtlich und sozialgeschichtlich von Bedeutung. | 09210855 |
|                                         | Einzeldenkmal der Sachgesamtheit Eigenheimsiedlung Dresden-Stetzsch: Doppelhaus in offener Bebauung (Einzeldenkmal zu ID-Nr. 09305992)                                                 | Brabschützer Straße 6; 8 (Karte)                                                                         | 1926–1927 (Doppelwohnhaus)                                       | mit Einfriedung, vom Allgemeinen Sächsischen Siedlerverband errichtet, charakteristisches Holzhaus der 1920er Jahre, bauliches Zeugnis der Architekturbewegung jener Zeit, preiswert und solide gestaltete Wohnhäuser auch in Fertigteilbauweise anzubieten, baugeschichtlich, stadtentwicklungsgeschichtlich und sozialgeschichtlich von Bedeutung | 09218897 |
|                                         | Einzeldenkmal der Sachgesamtheit Eigenheimsiedlung Dresden-Stetzsch: Doppelhaus in offener Bebauung (Einzeldenkmal zu ID-Nr. 09305992)                                                 | Brabschützer Straße 10; 12 (Karte)                                                                       | 1926–1927 (Doppelwohnhaus)                                       | mit Einfriedung, vom Allgemeinen Sächsischen Siedlerverband errichtet, charakteristisches Holzhaus der 1920er Jahre, bauliches Zeugnis der Architekturbewegung jener Zeit, preiswert und solide gestaltete Wohnhäuser auch in Fertigteilbauweise anzubieten, baugeschichtlich, stadtentwicklungsgeschichtlich und sozialgeschichtlich von Bedeutung. | 09218898 |
|                                         | Einzeldenkmal der Sachgesamtheit Eigenheimsiedlung Dresden-Stetzsch: Doppelhaus in offener Bebauung (Einzeldenkmal zu ID-Nr. 09305992)                                                 | Brabschützer Straße 14; 16 (Karte)                                                                       | 1926–1927 (Doppelwohnhaus)                                       | mit Einfriedung, vom Allgemeinen Sächsischen Siedlerverband errichtet, charakteristisches Holzhaus der 1920er Jahre, bauliches Zeugnis der Architekturbewegung jener Zeit, preiswert und solide gestaltete Wohnhäuser auch in Fertigteilbauweise anzubieten, baugeschichtlich, stadtentwicklungsgeschichtlich und sozialgeschichtlich von Bedeutung. | 09218899 |
|                                         | Einzeldenkmal der Sachgesamtheit Eigenheimsiedlung Dresden-Stetzsch: Doppelhaus in offener Bebauung (Einzeldenkmal zu ID-Nr. 09305992)                                                 | Brabschützer Straße 18; 20 (Karte)                                                                       | 1926–1927 (Doppelwohnhaus)                                       | mit Einfriedung, vom Allgemeinen Sächsischen Siedlerverband errichtet, charakteristisches Holzhaus der 1920er Jahre, bauliches Zeugnis der Architekturbewegung jener Zeit, preiswert und solide gestaltete Wohnhäuser auch in Fertigteilbauweise anzubieten, baugeschichtlich, stadtentwicklungsgeschichtlich und sozialgeschichtlich von Bedeutung. | 09218900 |
|                                         | Landhaus | Flensburger Straße 39 (Karte)                                                                            | 1920er Jahre (Landhaus)                                          | eingeschossiges, verschiefertes Holzhaus, giebelständig mit hohem, ausgebautem Satteldach, baugeschichtlich von Bedeutung. | 09210848 |
|                                         | Einzeldenkmal der Sachgesamtheit Eigenheimsiedlung Dresden-Stetzsch: Reihenhausgruppe mit vier Einfamilienhäusern (Einzeldenkmal zu ID-Nr. 09305992)                                   | Flensburger Straße 41; 43; 43b; 45 (Karte)                                                               | 1926–1927 (Reihenhaus)                                           | mit Einfriedung, vom Allgemeinen Sächsischen Siedlerverband errichtet, charakteristisches Holzhaus der 1920er Jahre, bauliches Zeugnis der Architekturbewegung jener Zeit, preiswert und solide gestaltete Wohnhäuser auch in Fertigteilbauweise anzubieten, baugeschichtlich, stadtentwicklungsgeschichtlich und sozialgeschichtlich von Bedeutung. | 09210853 |
|                                         | Mietshaus in offener Bebauung, mit Einfriedung | Flensburger Straße 42 (Karte)                                                                            | um 1900 (Mietshaus)                                              | zweigeschossiger Klinkerbau mit ausgebautem Mansarddach und historisierenden Elementen, zwei Eckrisalite mit geschweiften Giebeln, baugeschichtliche und stadtentwicklungsgeschichtliche Bedeutung. | 09210822 |
|                                         | Mietshaus in offener Bebauung | Flensburger Straße 44 (Karte)                                                                            | um 1900 (Mietshaus)                                              | zweigeschossiges Gebäude mit Klinkerfassade und Mittelrisalit, ausgebautes Mansardgeschoss, historisierende Gliederungselemente, baugeschichtliche und stadtentwicklungsgeschichtliche Bedeutung. | 09210823 |
|                                         | Einzeldenkmal der Sachgesamtheit Eigenheimsiedlung Dresden-Stetzsch: Reihenhausgruppe mit vier Einfamilienhäusern (Einzeldenkmal zu ID-Nr. 09305992)                                   | Flensburger Straße 47; 49; 49b; 51 (Karte)                                                               | 1926–1927 (Reihenhaus)                                           | mit Einfriedung, vom Allgemeinen Sächsischen Siedlerverband errichtet, charakteristisches Holzhaus der 1920er Jahre, bauliches Zeugnis der Architekturbewegung jener Zeit, preiswert und solide gestaltete Wohnhäuser auch in Fertigteilbauweise anzubieten, baugeschichtlich, stadtentwicklungsgeschichtlich und sozialgeschichtlich von Bedeutung. | 09218901 |
|                                         | Einzeldenkmal der Sachgesamtheit Eigenheimsiedlung Dresden-Stetzsch: Reihenhausgruppe mit vier Einfamilienhäusern (Einzeldenkmal zu ID-Nr. 09305992)                                   | Flensburger Straße 53; 55; 55b; 57 (Karte)                                                               | 1926–1927 (Reihenhaus)                                           | mit Einfriedung, vom Allgemeinen Sächsischen Siedlerverband errichtet, charakteristisches Holzhaus der 1920er Jahre, bauliches Zeugnis der Architekturbewegung jener Zeit, preiswert und solide gestaltete Wohnhäuser auch in Fertigteilbauweise anzubieten, baugeschichtlich, stadtentwicklungsgeschichtlich und sozialgeschichtlich von Bedeutung. | 09218902 |
|                                         | Einzeldenkmal der Sachgesamtheit Eigenheimsiedlung Dresden-Stetzsch: Reihenhausgruppe mit vier Einfamilienhäusern (Einzeldenkmal zu ID-Nr. 09305992)                                   | Flensburger Straße 59; 59b; 61; 61b (Karte)                                                              | 1926–1927 (Reihenhaus)                                           | mit Einfriedung, vom Allgemeinen Sächsischen Siedlerverband errichtet, charakteristisches Holzhaus der 1920er Jahre, bauliches Zeugnis der Architekturbewegung jener Zeit, preiswert und solide gestaltete Wohnhäuser auch in Fertigteilbauweise anzubieten, baugeschichtlich, stadtentwicklungsgeschichtlich und sozialgeschichtlich von Bedeutung. | 09218903 |
|                                         | Mietvilla, Wohnhaus, Remisen- und Werkstattgebäude, Pavillon sowie Einfriedung | Flensburger Straße 92 (Karte)                                                                            | bezeichnet 1892 (Mietvilla), um 1870 (Wohnhaus)                  | zweigeschossige, giebelständige Villa mit ausgebautem Satteldach, schlichter Putzfassade und hölzernen Balkonanbauten, älteres, zweigeschossiges Wohnhaus mit Walmdach (um 1870), rückwärtiges Remisen- und Werkstattgebäude, massiver Pavillon als Teil der Einfriedung und Toranlagen, Ensemble baugeschichtlich und ortsgeschichtlich von Bedeutung. | 09210824 |
|                                         | Mietshaus in Ecklage und offener Bebauung | Meißner Landstraße 114 (Karte)                                                                           | um 1900 (Mietshaus)                                              | mit Laden, historisierendes Gebäude mit charakteristischer Klinker-Werkstein-Fassade und ausgebautem Dachgeschoss, platzbildprägende Lage durch überhöhte Gebäudeecke und Risalit betont, baugeschichtlich bedeutend. | 09210837 |
| Weitere Bilder                          | Mietshaus in Ecklage und offener Bebauung | Meißner Landstraße 116 (Karte)                                                                           | um 1900 (Mietshaus)                                              | mit Laden, platzbildprägende, repräsentative Fassadengestaltung mit hohen, verzierten Giebeln und aufwändigem, historisierendem Dekor, zweigeschossiges Gebäude mit Klinker-Werkstein-Fassaden und ausgebautem Mansarddach, baugeschichtlich bedeutend. | 09210836 |
| Weitere Bilder                          | Mietshaus in offener Bebauung | Meißner Landstraße 125 (Karte)                                                                           | um 1895 (Mietshaus)                                              | heute „Hotel zur Post“, mit aufwendiger Fassadengestaltung, zweigeschossiger Putzbau mit ausgebautem Mansarddach und Mittelrisalit, Gebäude verweist auf die bauliche Entwicklung von Stetzsch um 1900, stadtentwicklungsgeschichtlicher und baugeschichtlicher Wert. | 09210851 |
|                                         | Mietshaus in offener Bebauung | Meißner Landstraße 159 (Karte)                                                                           | 1894 (Mietshaus)                                                 | zweigeschossiger, historisierender Putzbau mit ausgebautem Dachgeschoss, platzbildprägende Lage durch Gebäudeecke betont, baugeschichtlich bedeutend. | 09210839 |
|                                         | Mietshaus in Ecklage und offener Bebauung | Miltitzer Straße 2a (Karte)                                                                              | um 1900 (Mietshaus)                                              | mit Laden, zweigeschossiger, historisierender Klinker-Werkstein-Bau mit ausgebautem Dachgeschoss, platzbildprägende Lage durch Gebäudeecke betont, baugeschichtlich bedeutend. | 09210838 |
|                                         | Mietshaus in offener Bebauung | Miltitzer Straße 6 (Karte)                                                                               | um 1900 (Mietshaus)                                              | zweigeschossiger, historisierender Klinkerbau mit straßenseitigem, hölzernen Balkonanbau und Mittelrisalit, flaches Walmdach, baugeschichtlich und stadtentwicklungsgeschichtlich bedeutend. | 09210843 |
|                                         | Mietvilla | Miltitzer Straße 8 (Karte)                                                                               | um 1900 (Mietvilla)                                              | markanter spätgründerzeitlicher Bau mit historisierender Klinker-Werkstein-Fassade, repräsentativ und straßenbildprägend, baugeschichtlich und stadtentwicklungsgeschichtlich bedeutend. | 09210842 |
|                                         | Doppelwohnhaus (Am Urnenfeld 13 und Miltitzer Straße 12) in Ecklage und offener Bebauung                                                                                               | Miltitzer Straße 12 (Karte)                                                                              | um 1910 (Doppelwohnhaus)                                         | zweigeschossiger Putzbau mit hohem, ausgebautem Mansarddach, teilweise noch historisierende Elemente, baugeschichtlicher Zeugniswert für die Architektur nach 1900 und die allmähliche Verstädterung von Stetzsch bis zur Eingemeindung 1921. | 09210840 |
| Weitere Bilder                          | Lindenhof (Gasthof): Gasthof mit Saalanbau | Podemusstraße 9 (Karte)                                                                                  | 1889 (Gasthof)                                                   | zweigeschossiges, historisierendes Hauptgebäude mit ausgebautem Mansarddach und Klinkerfassade, eingeschossiger Saalanbau mit Putzfassade und hohen Rundbogenfenstern, historischen Ausmalung und Deckengestaltung des Saales teilweise rekonstruiert, baugeschichtlich und für den Stadtteil Stetzsch auch ortsgeschichtlich bedeutend. | 09210849 |
|                                         | Mietshaus mit Hintergebäude und Einfriedung in offener Bebauung und Ecklage | Podemusstraße 11 (Karte)                                                                                 | um 1890 (Mietshaus)                                              | zweigeschossiges Wohngebäude mit historisierender Klinkerfassade und ausgebautem Dachgeschoss, betonte Gebäudeecke, Hinterhausgestaltung dem Vorderhaus entsprechend, baugeschichtliche und stadtentwicklungsgeschichtliche Bedeutung. | 09210850 |
|                                         | Einzeldenkmal der Sachgesamtheit Siedlung Dresden-Stetzsch: Reihenhausgruppe mit 22 Hausnummern (Einzeldenkmal zu ID-Nr. 09305998)                                                     | Seegärten 45; 47; 49; 51; 53; 55; 57; 59; 61; 63; 65; 67; 69; 71; 73; 75; 77; 79; 81; 83; 85; 87 (Karte) | 1924–1925 (Reihenhaus)                                           | vom Kleinwohnungsbauverein errichtete, charakteristische Siedlungsanlage der 1920er Jahre zwischen Am Hang und Seegärten, authentisches Beispiel des damaligen Kleinwohnungs- und Siedlungsbaus und von exemplarischem Wert für die sozial ausgewogene Siedlungs- und Heimstättenbewegung zur Zeit der Weimarer Republik, baugeschichtlich, stadtentwicklungsgeschichtlich und sozialgeschichtlich von Belang. | 09210846 |
|                                         | Einzeldenkmal der Sachgesamtheit Siedlung Dresden-Stetzsch: Reihenhausgruppe mit 22 Hausnummern (Einzeldenkmal zu ID-Nr. 09305998)                                                     | Seegärten 46; 48; 50; 52; 54; 56; 58; 60; 62; 64; 66; 68; 70 72; 74; 76; 78; 80; 82; 84; 86; 88 (Karte)  | 1924–1925 (Reihenhaus)                                           | vom Kleinwohnungsbauverein errichtete, charakteristische Siedlungsanlage der 1920er Jahre zwischen Am Hang und Seegärten, authentisches Beispiel des damaligen Kleinwohnungs- und Siedlungsbaus und von exemplarischem Wert für die sozial ausgewogene Siedlungs- und Heimstättenbewegung zur Zeit der Weimarer Republik, baugeschichtlich, stadtentwicklungsgeschichtlich und sozialgeschichtlich von Belang. | 09218907 |
|                                         | Einzeldenkmal der Sachgesamtheit Siedlung Dresden-Stetzsch: Reihenhausgruppe mit sechs Einfamilienhäusern (Am Hang 40/42 und Seegärten 89/91/93/95) (Einzeldenkmal zu ID-Nr. 09305998) | Seegärten 89; 91; 93; 95 (Karte)                                                                         | 1924–1925 (Reihenhaus)                                           | mit Einfriedung, vom Kleinwohnungsbauverein errichtete, charakteristische Siedlungsanlage der 1920er Jahre zwischen Am Hang und Seegärten, authentisches Beispiel des damaligen Kleinwohnungs- und Siedlungsbaus und von exemplarischem Wert für die sozial ausgewogene Siedlungs- und Heimstättenbewegung zur Zeit der Weimarer Republik, baugeschichtlich, stadtentwicklungsgeschichtlich und sozialgeschichtlich von Belang. | 09210847 |
|                                         | Einzeldenkmal der Sachgesamtheit Siedlung Dresden-Stetzsch: Reihenhausgruppe mit vier Einfamilienhäusern (Einzeldenkmal zu ID-Nr. 09305998)                                            | Seegärten 90; 92; 94; 96 (Karte)                                                                         | 1924–1925 (Reihenhaus)                                           | mit Einfriedung, vom Kleinwohnungsbauverein errichtete, charakteristische Siedlungsanlage der 1920er Jahre zwischen Am Hang und Seegärten, authentisches Beispiel des damaligen Kleinwohnungs- und Siedlungsbaus und von exemplarischem Wert für die sozial ausgewogene Siedlungs- und Heimstättenbewegung zur Zeit der Weimarer Republik, baugeschichtlich, stadtentwicklungsgeschichtlich und sozialgeschichtlich von Belang. | 09218908 |

## Ehemalige Kulturdenkmale
| Bild | Bezeichnung | Lage                     | Datierung | Beschreibung | ID |
| ---- | ----------- | ------------------------ | --------- | ------------ | -- |
|      | Wohnhaus    | Wildbergstraße 2 (Karte) |           |              |    |

## Ausführliche Denkmaltexte
1. ↑  
Sachgesamtheit Eigenheimsiedlung Dresden-Stetzsch mit folgenden Einzeldenkmalen: dem Doppelhaus Alsenstraße 1/3 (ID-Nr. 09210854), dem Doppelhaus Alsenstraße 2/4 (ID-Nr. 09218896), dem Doppelhaus Alsenstraße 5/7 (ID-Nr. 09218905), dem Doppelhaus Alsenstraße 6/8 (ID-Nr. 09218912), dem Doppelhaus Alsenstraße 9/11 (ID-Nr. 09218909), dem Doppelhaus Alsenstraße 10/12 (ID-Nr. 09218913), der Reihenhausgruppe Alsenstraße 13/15/17/19 (ID-Nr. 09218910), der Reihenhausgruppe Alsenstraße 14/16/18/20 (ID-Nr. 09218914), der Reihenhausgruppe Alsenstraße 21/22/23/24 (ID-Nr. 09218911), dem Doppelhaus Brabschützer Straße 2/4 (ID-Nr. 09210855), dem Doppelhaus Brabschützer Straße 6/8 (ID-Nr. 09218897), dem Doppelhaus Brabschützer Straße 10/12 (ID-Nr. 09218898), dem Doppelhaus Brabschützer Straße 14/16 (ID-Nr. 09218899), dem Doppelhaus Brabschützer Straße 18/20 (ID-Nr. 09218900), der Reihenhausgruppe Flensburger Straße 41/43/43b/45 (ID-Nr. 09210853), der Reihenhausgruppe Flensburger Straße 47/49/49b/51 (ID-Nr. 09218901), der Reihenhausgruppe Flensburger Straße 53/55/55b/57 (ID-Nr. 09218902) und der Reihenhausgruppe Flensburger Straße 59/59b/61/61b (ID-Nr. 09218903) sowie den Außenanlagen und Einfriedungen als Sachgesamtheitsteil; vom Allgemeinen Sächsischen Siedlerverband errichtete, am geschlossensten erhaltene Holzhaussiedlung der 1920er Jahre in Dresden aus insgesamt 18 zweigeschossigen Doppelhäusern bzw. Reihenhausgruppen in Blockbauweise, Gebäude wohl die einzigen noch weitestgehend ursprünglich erhaltenen Holzhäuser der Niedersedlitzer Firma Höntsch und Co., authentisches Beispiel des damaligen Kleinwohnungs- und Siedlungsbaus und von exemplarischem Wert für die sozial ausgewogene Siedlungs- und Heimstättenbewegung zur Zeit der Weimarer Republik, baugeschichtlich, stadtentwicklungsgeschichtlich und sozialgeschichtlich von Belang.
2. 1 2 3 4 5 6 7 8 9 10 11 12 13 14 15 16 17 18  
Die „Eigenheimsiedlung Dresden-Stetzsch“, als Sachgesamtheit unter Schutz stehend, ist eine vom Allgemeinen Sächsischen Siedlerverband in den Jahren 1926–1927 an Alsen-, Brabschützer- und Flensburger Straße errichtete Holzhaussiedlung. Die Anlage besteht aus 11 Doppel- und 7 Vierfamilienhäusern (gesamt 50 Wohnungen), die in aufgelockerter aber symmetrischer Anordnung über die Grundstücksflächen verteilt sind. Die in die Siedlung führende Alsenstraße endet als Sackgasse mit platzartiger Weitung. Zweigeschossige, traufständige Holzhäuser in Blockbauweise, mit ausgebauten Satteldächern und übergiebelten Risaliten an den Längsseiten (vergleichbar mit den Bauten der Naußlitzer Holzhaussiedlung), die Giebeldreiecke zum größten Teil senkrecht verschalt. Als besonders erwähnenswertes Detail sind die vielfach noch erhaltenen Schiebeläden vor den Fenstern zu nennen. Außenwandflächen (oft auch nur die Wetterseiten) nachträglich mit Bitumenschindeln verkleidet. Die zum Teil noch bauzeittypischen Einfriedungen runden das heutige Erscheinungsbild der Siedlung harmonisch ab. Die überaus geschlossen erhaltene Holzhaussiedlung der 1920er Jahre ist für Dresden baugeschichtlich bedeutend, darüber hinaus als wohl die einzigen noch weitestgehend in ursprünglichem Zustand erhaltenen Holzhäuser der Niedersedlitzer Firma Höntsch & Co. als singulär zu bezeichnen. Weiterhin ist die Anlage als authentisches Beispiel des damaligen Kleinwohnungs- und Siedlungsbaus sowohl städtebaulich als auch sozialgeschichtlich von Belang (LfD/2013).
3. ↑  
Zum Schutzgut des geschlossenen und weitgehend ursprünglich erhaltenen Dreiseithof Altstetzsch 1 gehören das Wohnhaus, ein Seitengebäude und die Scheune sowie die massive Einfriedung mit Toranlage. Das zweigeschossige Wohnhaus mit Satteldach stammt vermutlich aus der 1. Hälfte des 19. Jahrhunderts. Es steht giebelständig zum Dorfanger und besitzt hier über den 3 Fensterachsen von Erd- und Obergeschoss zwei kleine regionaltypische rundbogige Fenster. Die Fenster des Putzbaus sind auffällig breit umrahmt. Hofseitig einzelne der regelmäßig angelegten Fensteröffnungen verschlossen. Das kleine, eingeschossige (als Altenteil, Stall oder auch Remise genutzte) Satteldachgebäude ist am hofseitigen linken Eingang im Scheitelstein mit 1805 bezeichnet. Auch hier die beschriebenen Rundbogenfenster im straßenseitigen Giebel. Die steinsichtige, noch authentisch erhaltene Scheune steht rechtwinklig dazu im rückwärtigen Grundstück. Auf dem Grundstück haben sich noch Reste der Plänermauer erhalten, die ursprünglich das ganze Dorf umschloss. Die Hofanlage ist als Zeugnis ländlicher Architektur und Volksbauweise der ersten Hälfte des 19. Jahrhunderts und Teil des markanten Dorfkerns von Stetzsch bau- und stadtentwicklungsgeschichtlich bedeutend.
4. ↑  
Das zweigeschossige, giebelständige Wohnhaus des ehemaligen Bauernhofes weist über den 4 Fensterachsen von Erd-/Obergeschoss und einem rundbogigen Drillingsfenster eine für den Dorfkern von Stetzsch ungewöhnliche Dachgestalt auf. Profilierte Holzknaggen stützen die beiden Flugsparren, die am Ortgang einen großzügigen Dachüberstand ermöglichen. Die Fenster in der putzsichtigen Fassade regelmäßig und umrahmt. Rückwärtig im Grundstück die Scheune, in Verbindung mit den Nachbargehöften noch der alte dörfliche Scheunenkranz erkennbar. Die den Hof zum Anger abschließende massive Einfriedung besitzt eine Toranlage aus quadratischen Pfeilern mit Prellsteinen und Abdeckplatten, daneben noch eine niedrigere Pforte. Als eindrückliches Zeugnis ländlicher Architektur und Volksbauweise ist der Bauernhof Altstetzsch 7 bau- und ortsgeschichtlich bedeutend, zudem Teil eines der am besten erhaltenen Dorfkerne von Dresden (LfD/2013).
5. ↑  
Unter Schutz stehen auf dem Dreiseithof Altstetzsch 9 das Wohnstallhaus, das Seitengebäude und die straßenseitige Einfriedung mit Tor. Wohnhaus und Seitengebäude (beide zweigeschossig mit Satteldach) stehen giebelständig zum Dorfanger. Letzteres mit Fachwerkkonstruktion im Obergeschoss und bezeichnet 1839. Beide Gebäude sind nicht nur mit ihren baulichen Hüllen, sondern auch mit Innenwänden, Decken und anderweitigen originalen Bauteilen erhaltenswert. Im Wohnstallhaus finden sich im einstigen Stalltrakt noch Säulen und Bögen sowie im Treppenhaus ein markantes historisches Geländer. Erstaunlich gut erhalten ist hier auch das Kehlbalkendach mit einfach stehendem Stuhl. Zum Anger hin wird der Hof durch eine überdachte Mauer mit Pforte und Toreinfahrt abgeschlossen. Als markantes Zeugnis ländlicher Architektur und Volksbauweise der ersten Hälfte des 19. Jahrhunderts und als wesentlicher Teil des authentisch erhaltenen historischen Dorfkerns von Stetzsch ist der Dreiseithof bau-, orts- und stadtentwicklungsgeschichtlich von Bedeutung (LfD/2013).
6. 1 2 3 4 5 6  
Die als Sachgesamtheit unter Schutz stehende „Siedlung Dresden-Stetzsch“ entstand 1921–24 nach dem Entwurf des Architekten Otto Schubert (1878–1968). Bereits ab 1914 plante die Genossenschaft „Kleinwohnungs-Bauverein Dresden“ in der Gemeinde Stetzsch – ganz unter dem Eindruck der Baugenossenschaft in Hellerau – den Bau einer kleinen Siedlungsanlage. Diese konnte jedoch erst nach dem Ersten Weltkrieg fertiggestellt werden. In vier Reihenhäusern, dabei die beiden langgestreckten Häuserzeilen parallel zu Straße Seegärten bestimmend, entstanden 60 Wohnungen. Die bis auf wenige, gestalterisch begründete Ausnahmen eingeschossigen Baulichkeiten mit ausgebauten, hohen Satteldächern sind formal dem Heimatstil verpflichtet. Zwei kurze Reihenhauszeilen stehen traufständig zur Straße Am Urnenfeld und besitzen im Dach markante breite, geschweifte Gauben. Das südwestliche Reihenhaus mit dem Doppelhaus Am Hang 40/42 baulich verbunden. Die beiden langen Reihenhauszeilen an den Seegärten sind sowohl an Beginn und Ende als auch dazwischen in regelmäßigen Abständen durch quergestellte Satteldachtrakte gegliedert, diese meist als Torhaus mit Durchgang zu den rückwärtigen Gärten. Auf den Dachflächen zwischen den Giebeln breite Schleppgauben mit kleinen, annähernd quadratischen Fenstern. In den Erdgeschossen sind die über einige massive Stufen zu erreichenden Hauseingänge oft paarweise zusammengefasst. Alle Fenster schlicht mit bauzeittypischer horizontaler Versprossung. Die charakteristische Siedlungsanlage der 1920er Jahre gehört zum Gesamtwerk des das Dresdner Architekturgeschehen der ersten Hälfte des 20. Jahrhunderts prägenden Architekten Otto Schubert. Die Anlage ist baugeschichtlich bedeutend und als authentisch erhaltenes Beispiel des damaligen Kleinwohnungs- und Siedlungsbaus auch sozialgeschichtlich von Belang.
7. 1 2  
Das Doppelwohnhaus an der Straßenkreuzung Am Urnenfeld und Miltitzer Straße, vermutlich um 1910 entstanden, besteht aus zwei ineinandergeschobenen Bauten auf rechtwinkligen Grundrissen. Geprägt wird das zweigeschossige Gebäude von dem hohen, ausgebauten Mansarddach, das durch diverse Einzelgauben mit Satteldächern, aber auch durch größere Dachaufbauten gestaltet wird: Fassade im Bereich der Eingangsachse gerundet und risalitartig erhöht mit Kuppeldach (Am Urnenfeld), Dachaufbau mit hohem Giebel in historistischer Ausprägung (Miltitzer Straße). Die putzsichtigen Fassaden sind schmucklos und ungegliedert, bis auf eine feine umlaufende Zäsur unterhalb der Traufe. Neben seinem baugeschichtlichen Zeugniswert für die Architektur nach 1900 dokumentiert das Wohngebäude im Zusammenhang mit der umgebenden Bebauung die allmähliche Verstädterung von Stetzsch während der Zeit nach 1875 bis zur Eingemeindung des Ortes im Jahr 1921.
8. ↑  
Laut Auskunft der jetzigen Eigentümer wurde die Villa Am Urnenfeld 15 im Jahr 1925 von dem Arzt Dr. Gasch errichtet. Dies bestätigt auch der Aeskulapstab, der als Motiv in einer Hängeleuchte über dem Hauseingang zu sehen ist. Die voluminöse Villa steht über unregelmäßigem Grundriss und setzt sich aus zwei Gebäudeteilen zusammen: an der Straßenkreuzung zur Miltitzer Straße ein zweigeschossiger Baukörper mit Walmdach und zwei prägnanten, erdgeschossigen Erkern, parallel zu Am Urnenfeld, von der Straße etwas zurückgesetzt ein zweigeschossiger Flügel mit Walmdach. In der Innenecke des L-förmigen Baus befindet sich der über einige Stufen erreichbare Hauseingang, daneben am Seitenflügel ein auffälliger Erker, im Erdgeschoss gerundeter mit 5 hochrechteckigen Fenster und markant gestalteten Fenstergittern, darüber ein Dachaufbau mit Walmdach. Zum Garten ein weiterer eingeschossiger, rechteckiger Anbau mit darüber befindlicher, großer Dachterrasse. Die putzsichtigen Fassaden sind schmucklos aber nobel gestaltet, meist Fensterumrahmungen mit feiner Profilierung und farblich abgesetzt, einfache Gurt- und Kranzgesimse. Das Grundstück ist straßenseitig von einer Klinkermauer mit eingeschobenen Holzzaunfelder (teilweise auch Putzflächen) umschlossen. Die Villa wird auch heute noch als Wohn- und Praxisgebäude genutzt. Die repräsentative, vor allem in ihrer Kubatur ausgefallen gestaltete Villa ist aufgrund der noch ursprünglich erhaltenen Ausstattung (Innentüren, Farbglasfenster, Wandfliesen etc.) künstlerisch von Bedeutung. Sie ist authentisch überkommener Sachzeuge der Bauepoche der 1920er Jahre in Dresden, somit besitzt das Gebäude baugeschichtlichen Wert.
9. ↑  
Das zweigeschossige, würfelförmige Mietshaus besitzt ein ausgebautes Mansarddach und steht in offener Bebauung. Prägnant ist der straßenseitige Mittelrisalit, der im Dachbereich in einem geschweiften, mit Bauschmuck versehenen Giebel endet, hier auch die Datierung 1898. Die über einem Natursteinsockel putzsichtig ausgeführten Fassaden (3/3 Fensterachsen) sind nur durch die Umrahmung der Fenster geschmückt, die rundbogigen Fenster im Erdgeschoss dabei etwas detaillierter ausgeformt. Rückwärtig ist das Treppenhaus etwas herausgeschoben. Straßenseitig die Einfriedung aus schmiedeeisernen Zaunfeldern zwischen massiven Pfosten mit ausgeformtem Kopfstück in Teilen noch erhalten (Toranlage erneuert). Das vornehme Mietshaus Am Urnenfeld 23 besitzt bauhistorische Bedeutung.
10. ↑  
Im Jahr 1878 errichtete der Schulverband Stetzsch-Mobschatz das erste Schulhaus an der Straße Am Urnenfeld. Schon 1887 wird ein Anbau angefügt. 1897 wird das Schulgebäude um einen weiteren Anbau ergänzt. Nachdem das Schulgebäude trotz seiner Erweiterungen zu klein geworden war, wurde um 1905 unmittelbar daneben ein weiterer Schulbau (die sog. „linke neue Schule“) errichtet. Im Jahr 1912 folgte der Bau einer dringend benötigten Turnhalle. Die Gebäude dienten nach 1945 der 77. POS (ab 1970 mit Namenszusatz „Oswald Rentzsch“). Heute nutzt die 77. Grundschule „An den Seegärten“ den Schulkomplex. Vollsanierung des Inneren der Turnhalle nach Flutschäden 2002. In 2003 neue Turmuhr nach altem Vorbild. Das erste Schulgebäude zweigeschossig mit flachem Walmdach, durch die Erweiterungen langgestreckter Baukörper mit zwei- bzw. eingeschossigen Anbauten an der Gartenseite. Der zweite Schulbau, ebenso überwiegend zweigeschossig mit Walmdach, besteht aus einem straßenseitigen Baukörper und einem rechtwinklig dazu angeordneten Seitenflügel, dieser partiell über dem mit historisierenden Elementen geschmückten Eingangsportal durch zusätzliches Geschoss und Dachaufbau betont. Die markante Straßenfront ist mittig übergiebelt, die breite Umrahmungen der im Obergeschoss auffällig gerundeten 8 Fensterachsen schlicht, an beiden kurzen Seiten auf geschlossener Wandfläche Putzspiegel mit versachlichtem floralem Motiv. Bauzeitliche Innenausstattung (Treppen, Türen, Böden etc.). Die eingeschossige Turnhalle mit Krüppelwalmdach und kleinem Dachaufsatz, u. a. mit eingestecktem, eingeschossigem Satteldachtrakt. Architektursprache (additive Anordnung der Baumassen) und Gestaltung orientierten sich an den modernen Kommunalbauten der Stadt Dresden um 1910. Unter Schutz steht auch das eingeschossige, flache Hortgebäude (1970). Der Schulkomplex ist bau- und ortsgeschichtlich sowie sozialgeschichtlich von Bedeutung. An ihm sind beispielhaft die Architekturauffassungen des öffentlichen Baugeschehens um 1900 ablesbar.
11. ↑  
Das kleine Landhaus wurde vermutlich in den 1920er Jahren an der im Jahr 1926 durch Zusammenlegung der Gohliser, Kemnitzer und Dresdner Straße zwischen Stetzsch und Kemnitz entstandenen Flensburger Straße errichtet. Der eingeschossige, verschieferte Holzbau steht giebelständig zur Straße und besitzt ein hohes, ausgebautes Satteldach. Die Holzfenster mit bauzeittypischer, waagerechter Versprossung. Über dem straßenseitigen, eingeschossigen Erker ein Balkon mit schlichtem Holzgeländer. Der seitlich angeordnete, eingeschossige Hauseingangsbereich ist von einem Walmdach besetzt. Auf der nordwestlichen Dachfläche ein etwas eigentümlicher Dachaufbau, vermutlich zur Belichtung des Spitzbodens. Die bauzeitliche Einfriedung ist nicht erhalten. Das Landhaus Flensburger Straße 39 ist baugeschichtlich von Bedeutung.
12. ↑  
Nach dem Bau der im Süden der Flur verlaufenden Eisenbahnstrecke Berlin-Dresden im Jahr 1875 entstanden in Stetzsch zahlreiche Wohnbauten, zunächst näher am Dorf, später auf dem gesamten Gelände zwischen Flensburger Straße und Meißner Landstraße, so auch das um 1900 errichtete Mietshaus Flensburgerstraße 42. Das zweigeschossige Wohngebäude mit ausgebautem Mansarddach, das in seiner stilistischen Ausprägung noch historisierende Elemente an den Fassaden zeigt, liegt über rechteckigem Grundriss (6/3 Achsen). An der Straßenfront bilden die beiden äußeren 2 Fensterachsen je einen erhöhten Eckrisalit, dessen straßenseitiger, geschweifter Giebel putzsichtig ist. Die relativ schlichten Klinkerfassaden werden durch stark versachlichte Gliederungsmerkmale belebt, so zum Beispiel einfache Fensterumrahmungen und schlichte Horizontalbänder aus Werkstein. Das straßenseitig durch eine bauzeitliche Einfriedung (Toranlage erneuert) abgeschlossene Wohngebäude besitzt sowohl bau- als auch stadtentwicklungsgeschichtlichen Wert.
13. ↑  
Nach dem Bau der im Süden der Flur verlaufenden Eisenbahnstrecke Berlin-Dresden im Jahr 1875 entstanden in Stetzsch zahlreiche Wohnbauten, zunächst näher am Dorf, später auf dem gesamten Gelände zwischen Flensburger Straße und Meißner Landstraße, so auch das um 1900 errichtete Mietshaus Flensburgerstraße 44. Das zweigeschossige Wohngebäude, straßenseitig durch einen sich über beide mittleren Fensterachsen erstreckenden, übergiebelten Risalit betont, wird von einem ausgebauten Mansardgeschoss überdacht. Die Klinkerfassaden der traditionellen, symmetrischen Gebäudekubatur werden durch versachlichte, historisierende Gliederungsmerkmale belebt, so zum Beispiel einfache Fensterumrahmungen, schlichte Horizontalbänder und vereinzelte Akzentuierungen durch dunkelrote Klinker. Das wohlproportionierte Wohngebäude besitzt sowohl bau- als auch stadtentwicklungsgeschichtlichen Wert.
14. ↑  
Der eindrucksvolle „Klammt-Hof“ ist benannt nach dem Erbauer Gustav Klammt, einem Dresdner Stellmacher und besteht aus der zweigeschossigen Villa mit ausgebautem Satteldach (bezeichnet 1892), einem älteren Wohnhaus (um 1870), dem rückwärtigen Remisen- und Wirtschaftsgebäude (ehem. Stellmacherwerkstatt) sowie einem massiven Pavillon mit der das große Grundstück an der Flensburger Straße abgrenzenden Einfriedung aus Mauerstücken, Pfosten und schmiedeeisernen Zaunfeldern sowie Toranlagen. Die sich auf dem Grundstück befindliche Garage gehört nicht zum Schutzgut. Die Villa, giebelständig zur Straße mit einem weiteren, gleich hohen Satteldachgiebel gen Südost, besitzt putzsichtige Fassaden, die mit eher schlichten Schmuck- und Gliederungselementen (Fensterumrahmungen, Gurtgesims, Putzspiegel) gestaltet sind und zwei hölzerne Balkonanbauten. Die drei Giebel sind im oberen Bereich verschalt, Holzbauteile verziert. Die massive, eingeschossige Remise besitzt ein heute ausgebautes Satteldach und wird zu Wohnzwecken genutzt. Das ältere, zweigeschossige Wohnhaus mit Walmdach, weitgehend in originalem Zustand mit Eckquaderung, Fensterrahmungen etc. erhalten, gehört in den Bedeutungszusammenhang des Gebäudekomplexes Flensburger Straße 92 und ist somit von geschichtlichem Wert. Das gesamte Ensemble ist bau- und ortsgeschichtlich von Bedeutung.
15. ↑  

Die Meißner Landstraße 114 diente Anfang des 20. Jahrhunderts nicht nur als Wohnhaus, sondern im Erdgeschoss auch als „Oberlausitzer Bekleidungshaus“ der Ladeninhaber Eheleute Wünsche. Das zweigeschossige Gebäude mit putzsichtigem Erdgeschoss und Obergeschoss in charakteristischer Klinker-Werkstein-Ausführung (darüber ein ausgebautes Dachgeschoss) ist aufgrund seiner prägnanten Lage an der Kreuzung zu Miltitzer und Gustav-Merbitz-Straße im Bereich der Gebäudeecke erhöht und durch einen übergiebelten Risalit mit zwei Balkonen betont. Darüber ursprünglich noch ein Dachreiter. Neben historisierenden Elementen wie Fensterumrahmungen und Gesimsen sind die Fassaden mit gelben Klinkergliederungen akzentuiert. Das Mietshaus ist baugeschichtlich bedeutend. Außerdem zusammen mit den anderen an der die lange Straßenflucht der Meißner Landstraße unterbrechenden, platzartigen Kreuzung befindlichen Kulturdenkmalen städtebaulich von Wert.
16. ↑  
Das in städtebaulich prägnanter Lage und offener Bebauung liegende Mietshaus Meissner Landstraße 116 besitzt durch die drei hohen, verzierten Giebel über dem mit einem Ladeneinbau sowie einem breiten Balkon versehenen, platzseitigen Gebäudeteil eine auffällige Gestalt. Das zweigeschossige Gebäude mit Klinker-Werkstein-Fassaden und ausgebautem Mansarddach mit Einzel- und Doppelgauben. Die Fassaden aufwändig geschmückt mit zahlreichen, teilweise historisierenden Elementen (Fensterverdachungen und -umrahmungen, Kranz- und Gurtgesimse, floraler Bauschmuck, Putzspiegel im Brüstungsbereich, Medaillon mit Brustbild, Eckrustizierungen etc.) Das markante Mietshaus ist baugeschichtlich bedeutend. Außerdem zusammen mit den anderen an der die lange Straßenflucht der Meissner Landstraße unterbrechenden, platzartigen Kreuzung befindlichen Kulturdenkmalen städtebaulich von Wert.
17. ↑  
Das um 1895 errichtete, heute als „Hotel zur Post“ genutzte, ehemalige Mietshaus Meissner Landstraße 125 steht in offener Bebauung. Das Gebäude wird seitlich über einige Stufen durch einen eingeschossigen kleinen Anbau erschlossen. Die aufwändige Fassade des zweigeschossigen, putzsichtigen Gebäudes mit ausgebautem Mansarddach wird straßenseitig geprägt durch einen hohen, übergiebelten Risalit. Die Fassaden mit umrahmten Fenstern, Gesimsen, Putzbändern und aufwändigem Bauschmuck auf dem Risalit geschmückt (u.a. breites Stuckrelief mit floralen Motiven und den Initialen FR). Nur die rückwärtige Gebäudeseite schlichter, dort außerdem ein neuzeitlicher Wintergartenanbau. Das prägnante Wohngebäude verweist auf die bauliche Entwicklung von Stetzsch um 1900, es besitzt daher stadtentwicklungsgeschichtlichen Wert. Darüber hinaus ist es als typisches Beispiel späthistoristischer Bauweise von baugeschichtlicher Bedeutung.
18. ↑  
Das 1894 errichtete Wohnhaus Meissner Landstraße 159 ist zweigeschossig und weist ein teilweise ausgebautes Dachgeschoss auf. Das Gebäude besitzt entsprechend seiner Lage im Straßenraum zwei Schauseiten, die Fassade über der abgeflachten, mit einem Balkon besetzten Gebäudeecke erhöht, darüber ein betonendes Turmdach. Die Fassaden sind putzsichtig, das Obergeschoss wird durch einzelne rote Klinkerflächen gestaltet, im Dachgeschoss als einzige Fassadendekoration des Gebäudes kapitellartig ausgebildeter Bauschmuck unter dem dortigen, breiten Traufgesims. Links und rechts neben dem Dachaufbau sitzt eine Einzelgaube, die restlichen nicht ausgebauten Mansarddachflächen sind abgewalmt. Das Mietshaus ist trotz seiner überwiegend schlichten Fassadengestaltung baugeschichtlich bedeutend. Außerdem zusammen mit den anderen an der die lange Straßenflucht der Meißner Landstraße unterbrechenden, platzartigen Kreuzung befindlichen Kulturdenkmalen städtebaulich von Wert.
19. ↑  
Das in städtebaulich prägnanter Lage und offener Bebauung liegende, zweigeschossige Mietshaus mit ausgebautem Dachgeschoss besitzt durch den überhöhten, von einem haubenartigen Dach überdeckten und mit einem über einige Stufen zu erreichenden Ladeneingang versehenen, platzseitigen Gebäudeteil eine auffällige Gestalt. Das zweigeschossige Gebäude mit schlichtem, putzsichtigem Erdgeschoss, darüber Klinker-Werkstein-Fassaden mit einigen historisierenden Gestaltungselementen (Fensterumrahmungen und -verdachungen, Kranzgesims) sowie akzentuierenden gelben Klinkergliederungen. Die platzabgewandte Gebäudeecke an der Gustav-Merbitz-Straße im Dachbereich erhöht und mit einem Walmdach versehen. Neue verzinkte Balkonkonstruktionen. Das markante Mietshaus Miltitzer Straße 2a ist baugeschichtlich bedeutend. Außerdem zusammen mit den anderen an der die lange Straßenflucht der Meissner Landstraße unterbrechenden, platzartigen Kreuzung befindlichen Kulturdenkmalen städtebaulich von Wert.
20. ↑  
Nach dem Bau der im Süden des historischen Ortskerns von Stetzsch verlaufenden Eisenbahnstrecke Berlin-Dresden im Jahr 1875 entstanden neue Wohnhäuser zwischen dem Dorf und der Meißner Landstraße, so auch um 1900 das Wohnhaus Miltitzer Straße 6. Das zweigeschossige, straßenseitig durch einen hölzernen Balkonanbau versehene Mietshaus wird von einem flachen, nicht ausgebauten Walmdach überdeckt. Auffällig der weit vorgezogene Mittelrisalit mit einem Satteldachgiebel. Auch die Seitenfassaden mit Risalit, jedoch ohne Dachabschluss. Die roten Klinker-Fassaden sind durch horizontale Werkstein-Einlagen gegliedert, die Fenster umrahmt, unter der Traufe Akzentuierung durch rot-gelben Farbwechsel der Klinker. Über den erdgeschossigen Fenstern Werksteinreliefs mit floralen Motiven, auffällig noch das mit einem halbrunden Putzfeld versehene Zwillingsfenster im Giebel des Risalit. Die Denkmaleigenschaft des Wohngebäudes ergibt sich aus dem Zeugniswert für den versachlichten Zeitgeschmack um die Wende zum 20. Jahrhundert und aus seinem stadtentwicklungsgeschichtlichen Wert für den erst 1921 nach Dresden eingemeindeten Ort Stetzsch.
21. ↑  
Nach dem Bau der im Süden des historischen Ortskerns von Stetzsch verlaufenden Eisenbahnstrecke Berlin-Dresden im Jahr 1875 entstanden zwischen dem Dorf und der Meißner Landstraße zahlreiche neue Wohnhäuser, so auch die um 1900 errichtete Mietvilla Miltitzer Straße 8. Das auffällige, zweigeschossige Wohngebäude mit ausgebautem Dachgeschoss liegt über unregelmäßigem Grundriss und besitzt durch seine Vielgestaltigkeit aus jedem Blickwinkel eine andere Erscheinung. Neben einem breiten Giebel mit Krüppelwalm ein schmaler, hoher Vorbau mit geschweiftem Giebel und rundbogigem Zwillingsfenster, weiterhin ein etwas weniger hoher, übergiebelter Vorbau mit aufwändigem Reliefschmuck im Giebeldreieck. Das Wohnhaus wird durch einen offenen Vorbau mit zwei Säulen und darüber liegendem Balkon erschlossen. Die Klinker-Werkstein-Fassaden sind mit zahlreichen, historisierenden Schmuck- und Gliederungselementen versehen, wie Fensterverdachungen und -umrahmungen, ausgeprägte Gurtgesimse, Kranzgesims mit Zahnschnitt usw. Das Erscheinungsbild wird durch eine passende geschmiedete Zaunanlage mit Toren komplettiert. Die Denkmaleigenschaft des markanten spätgründerzeitlichen Wohngebäudes ergibt sich aus seinem Zeugniswert für den beschriebenen Baustil und aus seinem stadtentwicklungsgeschichtlichen Wert für den erst 1921 nach Dresden eingemeindeten Ort Stetzsch.
22. ↑  
Im Jahr 1889 errichtete A. Stiegler auf der Podemusstraße 9 den Gasthof „Lindenhof“, der sich mit dem späteren Saalanbau (um 1920) zu einem beliebten Tanz- und Versammlungslokal entwickelte. Nach 1945 nutzten kommunale Behörden das Gebäude. Um 2000 wurde der Lindenhof als Hotel und Restaurant wiedereröffnet, zu dieser Zeit erfolgte auch eine teilweise Rekonstruktion der historischen Ausmalung und Deckengestaltung des Saales. Das zweigeschossige Hauptgebäude mit ausgebautem Mansarddach liegt über rechteckigem Grundriss (7/5 Achsen), an der straßenseitigen Fassade bilden die beiden äußeren 2 Fensterachsen je einen übergiebelten Risalit. Der eingeschossige, mit hohen Rundbogenfenstern versehene Saalanbau (Flachdach) und das schlichte Erdgeschoss putzsichtig, Obergeschoss als Klinkerfassade mit schlichten Fensterumrahmungen und -verdachungen. Über dem überbauten, mit einigen Stufen versehenen Eingangsbereich ein Balkon mit Balustrade. Das Dach mit einzelnen stehenden Gauben über einem breiten Kranzgesims. Der Gasthof ist baugeschichtlich und für den Stadtteil Stetzsch auch ortsgeschichtlich bedeutend.
23. ↑  
Nach dem Bau der im Süden der Flur verlaufenden Eisenbahnstrecke Berlin-Dresden im Jahr 1875 entstanden in Stetzsch zahlreiche neue Wohnhäuser, zunächst näher am Dorf, später auf dem gesamten Gelände zwischen Flensburger Straße und Meißner Landstraße, so auch das um 1890 errichtete Mietshaus Podemusstraße 11. Wohnhaus und dazugehöriges, zweigeschossiges Hinterhaus liegen in offener Bebauung an der Kreuzung zur Meißner Landstraße. Die abgeschrägte, ehemals mit einem Ladeneingang versehene Gebäudeecke des zweigeschossigen Wohngebäude mit ausgebautem Dachgeschoss (Mansarddach) ist durch ein abgewalmtes Dach erhöht (mit kleinen Dreiecksgauben besetzt), außerdem an der Meißner Landstraße noch ein Eckrisalit mit Krüppelwalmdach. Wohn- und Hinterhaus mit zweifarbig gegliederten Klinkerfassaden, darauf nur schlichten Fensterumrahmungen bzw. -verdachungen. In Teilen ist noch die bauzeitliche Einfriedung aus Metallzaunfeldern zwischen massiven, mit profilierten Köpfen versehenen Pfosten erhalten. Das Wohngebäude wurde 2013 saniert. Mietshaus und Hintergebäude besitzen sowohl bau- als auch stadtentwicklungsgeschichtlichen Wert.